# 2087
2087 (ММLXXXVII) е обикновена година, започваща в сряда според григорианския календар. Тя е 2087-ата година от новата ера, осемдесет и седмата от третото хилядолетие и осмата от 2080-те.